# Campeonato Europeu de Ginástica Artística de 2013 - Resultados masculinos
Os resultados masculinos do Campeonato Europeu de Ginástica Artística de 2013 contaram com todas as provas individuais.

## Resultados

### Individual geral
| Posição           | Ginasta                  | Solo   | Cavalo com alças | Argolas | Salto sobre a mesa | Barras paralelas | Barra fixa | Total  |
| ----------------- | ------------------------ | ------ | ---------------- | ------- | ------------------ | ---------------- | ---------- | ------ |
| Medalha de ouro   | RUS David Belyavskiy     | 15,266 | 14,900           | 14,633  | 15,400             | 15,000           | 14,600     | 89,799 |
| Medalha de prata  | GBR Max Whitlock         | 15,500 | 15,366           | 14,208  | 14,433             | 14,966           | 14,633     | 89,106 |
| Medalha de bronze | UKR Oleg Verniaiev       | 14,333 | 14,066           | 14,733  | 15,500             | 15,666           | 14,100     | 88,398 |
| 4                 | UKR Oleg Stepko          | 14,733 | 14,900           | 14,666  | 13,966             | 15,433           | 14,400     | 88,098 |
| 5                 | GBR Daniel Purvis        | 14,400 | 14,200           | 14,533  | 14,800             | 14,466           | 14,333     | 86,732 |
| 6                 | ESP Fabian Gonzalez      | 14,800 | 14,200           | 13,833  | 14,966             | 14,300           | 14,400     | 86,499 |
| 7                 | GER Andreas Toba         | 13,966 | 13,733           | 14,400  | 15,033             | 13,533           | 14,766     | 85,431 |
| 8                 | ARM Artur Davtyan        | 14,066 | 13,700           | 14,466  | 15,000             | 14,000           | 13,800     | 85,032 |
| 9                 | SUI Claudio Capelli      | 14,100 | 13,833           | 13,566  | 14,866             | 14,433           | 14,133     | 84,931 |
| 10                | RUS Nikita Ignatyev      | 14,900 | 13,600           | 14,633  | 13,666             | 15,083           | 12,866     | 84,748 |
| 11                | FRA Guillaume Augugliaro | 15,333 | 13,600           | 14,333  | 14,266             | 14,383           | 14,433     | 84,348 |
| 12                | FRA Arnauld Willig       | 14,466 | 13,000           | 14,333  | 14,300             | 14,391           | 13,666     | 84,156 |
| 13                | ITA Ludovico Edalli      | 13,933 | 14,000           | 13,833  | 14,100             | 14,000           | 14,000     | 83,866 |
| 14                | BEL Dan Dennis           | 14,033 | 13,533           | 13,100  | 14,533             | 13,966           | 14,100     | 83,265 |
| 15                | ROU Cristian Bataga      | 14,333 | 12,966           | 14,200  | 14,433             | 12,500           | 13,600     | 82,032 |
| 16                | ESP Ruben Lopez          | 14,300 | 11,733           | 14,233  | 13,666             | 13,900           | 13,866     | 81,698 |
| 17                | ITA Paolo Principi       | 14,466 | 13,566           | 13,200  | 13,700             | 13,600           | 13,100     | 81,632 |
| 18                | BLR Dzmitry Barkalau     | 13,308 | 11,266           | 13,733  | 14,400             | 14,208           | 14,466     | 81,381 |
| 19                | ARM Serob Soghomonyan    | 13,766 | 13,066           | 12,366  | 13,566             | 13,866           | 13,966     | 80,596 |
| 20                | HUN Bence Talas          | 13,333 | 13,600           | 13,966  | 13,933             | 11,766           | 13,933     | 80,531 |
| 21                | BEL Jimmy Verbayes       | 14,066 | 13,033           | 13,466  | 13,900             | 11,800           | 14,066     | 80,331 |
| 22                | HUN Attila Racz          | 13,400 | 11,633           | 14,200  | 13,000             | 13,966           | 13,900     | 80,099 |
| 23                | TUR Verhat Arican        | 12,666 | 13,933           | 13,300  | 14,366             | 12,533           | 13,200     | 79,998 |
| 24                | NED Michel Bletterman    | 13,533 | 13,933           | 13,583  | 13,900             | 11,133           | 13,300     | 79,382 |

### Solo
Finais
| Posição           | Ginasta                | Nota D | Nota E | Pen.  | Total  |
| ----------------- | ---------------------- | ------ | ------ | ----- | ------ |
| Medalha de ouro   | GBR Max Whitlock       | 6.600  | 8.833  | 0,100 | 15,333 |
| Medalha de ouro   | ISR Alexander Shatilov | 6.400  | 8.933  |       | 15,333 |
| Medalha de bronze | ITA Andrea Cingolani   | 6.200  | 8.700  |       | 14,900 |
| 4                 | ROU Flavius Koczi      | 7.000  | 7.666  |       | 14,666 |
| 5                 | GBR Sam Oldham         | 6.300  | 8.200  | 0,100 | 14,400 |
| 5                 | RUS David Belyavskiy   | 6.300  | 8.200  | 0,100 | 14,400 |
| 7                 | GER Matthias Fahrig    | 6.300  | 7.433  |       | 13,733 |
| 8                 | NED Jeffrey Wammes     | 6.500  | 7.466  | 0,300 | 13,666 |

### Cavalo com alças
Finais
| Posição           | Ginasta                 | Nota D | Nota E | Pen. | Total  |
| ----------------- | ----------------------- | ------ | ------ | ---- | ------ |
| Medalha de ouro   | GBR Daniel Keatings     | 6.700  | 8.900  |      | 15,600 |
| Medalha de prata  | HUN Krisztián Berki     | 6.700  | 8.833  |      | 15,533 |
| Medalha de bronze | GBR Max Whitlock        | 6.700  | 8.733  |      | 15,433 |
| 4                 | ITA Alberto Busnari     | 6.700  | 8.733  |      | 15,433 |
| 5                 | ARM Harutyum Merdinyan  | 6.400  | 8.966  |      | 15,366 |
| 6                 | BEL Donna Donny Truyens | 6.600  | 8.533  |      | 15,133 |
| 7                 | SLO Saso Bertoncelj     | 6.500  | 8.500  |      | 15,000 |
| 8                 | CRO Filip Ude           | 6.200  | 8.066  |      | 14,266 |

### Argolas
Finais
| Posição           | Ginasta                      | Nota D | Nota E | Pen. | Total  |
| ----------------- | ---------------------------- | ------ | ------ | ---- | ------ |
| Medalha de ouro   | FRA Samir Ait Said           | 6.800  | 8.666  |      | 15,466 |
| Medalha de ouro   | RUS Igor Radivilov           | 6.700  | 8.766  |      | 15,466 |
| Medalha de bronze | FRA Danny Pinheiro-Rodrigues | 6.700  | 8.733  |      | 15,433 |
| Medalha de bronze | ITA Matteo Morandi           | 6.700  | 8.733  |      | 15,433 |
| 5                 | GRE Eleftherios Petrounias   | 7.000  | 8.400  |      | 15,400 |
| 5                 | RUS Denis Ablyazin           | 6.700  | 8.700  |      | 15,400 |
| 7                 | NED Yuri van Gelder          | 6.800  | 8.566  |      | 15,366 |
| 8                 | GER Marcel Nguyen            | 6.300  | 8.833  |      | 15,133 |

### Salto sobre a mesa
Finais
| Posição           | Ginasta             | Nota D  | Nota E  | Pen.    | Total 1 | Nota D  | Nota E  | Pen.    | Total 2 | Média total |
| Posição           | Ginasta             | Salto 1 | Salto 1 | Salto 1 | Salto 1 | Salto 2 | Salto 2 | Salto 2 | Salto 2 | Média total |
| ----------------- | ------------------- | ------- | ------- | ------- | ------- | ------- | ------- | ------- | ------- | ----------- |
| Medalha de ouro   | RUS Denis Ablyazin  | 6.000   | 9.433   |         | 15,433  | 6.200   | 9.183   |         | 15,383  | 15,408      |
| Medalha de prata  | ROU Flavius Koczi   | 6.000   | 9.158   |         | 15,158  | 5.600   | 9.016   |         | 14,616  | 14,887      |
| Medalha de bronze | ARM Artur Davtyan   | 6.000   | 9.366   | 0,100   | 15,266  | 5.200   | 9,266   |         | 14,466  | 14,866      |
| 4                 | FIN Petrus Laulumaa | 5.600   | 9.466   |         | 15,066  | 5.200   | 9.333   |         | 14,533  | 14,799      |
| 5                 | UKR Igor Radivilov  | 6.000   | 9.391   |         | 15,391  | 6.000   | 8.066   | 0,100   | 13,966  | 14,678      |
| 6                 | UKR Oleg Verniaiev  | 6.000   | 9.466   |         | 15,466  | 6.000   | 8.166   | 0,300   | 13,866  | 14,666      |
| 7                 | NED Jeffrey Wammes  | 5.600   | 9.200   |         | 14,800  | 5.800   | 8.066   |         | 13,866  | 14,333      |
| 8                 | GER Matthias Fahrig | 6.000   | 8.166   |         | 14,166  | 5.600   | 8.233   | 0,300   | 13,533  | 13,849      |

### Barras paralelas
Finais
| Posição           | Ginasta              | Nota D | Nota E | Pen. | Total  |
| ----------------- | -------------------- | ------ | ------ | ---- | ------ |
| Medalha de ouro   | UKR Oleg Stepko      | 6.600  | 9.166  |      | 15,766 |
| Medalha de prata  | SUI Lucas Fischer    | 6.500  | 9.133  |      | 15,633 |
| Medalha de bronze | RUS David Belyavskiy | 6.400  | 9.133  |      | 15,533 |
| 4                 | GER Marcel Nguyen    | 6.800  | 8.700  |      | 15,500 |
| 5                 | UKR Oleg Verniaiev   | 6.500  | 8.833  |      | 15,333 |
| 6                 | RUS Emin Garibov     | 6.200  | 8.000  |      | 14,200 |
| 7                 | ROU Andrei Muntean   | 6.000  | 7.866  |      | 13,866 |
| 8                 | SUI Pascal Bucher    | 5.700  | 7.866  |      | 13,566 |

### Barra fixa
Finais
| Posição           | Ginasta                  | Nota D | Nota E | Pen. | Total  |
| ----------------- | ------------------------ | ------ | ------ | ---- | ------ |
| Medalha de ouro   | RUS Emin Garibov         | 7.000  | 8.433  |      | 15,433 |
| Medalha de prata  | GBR Sam Oldham           | 6.500  | 8.633  |      | 15,133 |
| Medalha de bronze | BLR Aliaksandr Tsarevich | 6.500  | 8.333  |      | 14,833 |
| 4                 | ISR Alexander Shatilov   | 6.500  | 8.233  |      | 14,733 |
| 5                 | BLR Andrey Likhovitskiy  | 6.000  | 8.466  |      | 14,466 |
| 6                 | GER Fabian Hambuechen    | 6.400  | 7.566  |      | 13,966 |
| 7                 | CRO Marijo Moznik        | 6.400  | 7.533  |      | 13,933 |
| 8                 | GBR Ashley Watson        | 5.800  | 7.033  |      | 12,833 |